# Peschadoires
 Peschadoires  es una población y comuna francesa, situada en la región de Auvernia, departamento de Puy-de-Dôme, en el distrito de Thiers y cantón de Lezoux.

## Demografía
| 1312 | 1413 | 1539 | 1695 | 1856 | 1943 |
| Para los censos de 1962 a 1999 la población legal corresponde a la población sin duplicidades (Fuente: INSEE [Consultar]) |      |      |      |      |      |